# 1988-as Australian Open
Az 1988-as Australian Open az év első Grand Slam-tornája, az Australian Open 76. kiadása volt. január 11. és január 24. között rendezték meg Melbourne-ben. A férfiaknál a svéd Mats Wilander, nőknél a német Steffi Graf nyert.

## Döntők

### Férfi egyes
Mats Wilander -  Pat Cash, 6-3, 6-7, 3-6, 6-1, 8-6

### Női egyes
Steffi Graf -  Chris Evert, 6-1, 7-6

### Férfi páros
Rick Leach /  Jim Pugh -  Jeremy Bates /  Peter Lundgren 6-3, 6-2, 6-3

### Női páros
Martina Navratilova /  Pam Shriver -  Chris Evert /  Wendy Turnbull 6-0, 7-5

### Vegyes páros
Jana Novotná /  Jim Pugh -  Martina Navratilova /  Tim Gullikson 5-7, 6-2, 6-4

## Juniorok

### Fiú egyéni
Johan Anderson –  Andrew Florent 7–5, 7–6

### Lány egyéni
Jo-Anne Faull –  Emmanuelle Derly 6–4, 6–4

### Fiú páros
Jason Stoltenberg /  Todd Woodbridge –  Johan Anderson /  Richard Fromberg 6–3, 6–2

### Lány páros
Jo-Anne Faull /  Rachel McQuillan –  Kate McDonald /  Rennae Stubbs 6–1, 7–5